# Ulice (Republika Serbska)
Ulice (cyr. Улице) – wieś w Bośni i Hercegowinie, w Republice Serbskiej, w mieście Zvornik. W 2013 roku liczyła 1795 mieszkańców.